# La guerra dei Courtney
La guerra dei Courtney è un romanzo di Wilbur Smith, scritto in collaborazione con David Churchill e appartenente al cosiddetto ciclo dei Courtney. È uscito nei paesi anglosassoni nel 2018 e in Italia, tramite la HarperCollins, l'anno dopo.

## Trama
L'Europa è di nuovo dilaniata da una nuova, sanguinosa guerra. Gerhard von Meerbach, eroe di guerra tedesco e pilota della Luftwaffe, è deciso a rimanere fedele ai suoi ideali e un oppositore al regime nazista della Germania, e combatte per la sua patria nella speranza di poterla un giorno liberare da Hitler; le sue capacità di sopravvivenza vengono però messe a dura prova quando lui e la sua unità si trovano coinvolte nell'infernale battaglia di Stalingrado, punto di svolta della guerra che vedrà la vittoria dei sovietici. Salvatosi da una tremenda disfatta, Gerhard si ritrova in un bar dove compiange la perdita di un suo amico; viene però accostato da un compatriota ubriaco che lo accusa di codardia, al che Gerhard, furibondo, urla in faccia il suo odio nei confronti di Hitler e del suo Reich. Saputo dello schieramento di Gerhard e rimastone ammirato, il colonnello Henning von Tresckow lo accoglie nella sua ala e lo invita a partecipare a un colpo di stato contro il Führer che si terrà il 20 luglio. L'attentato però fallisce, e Konrad, fratello di Gerhard scopre la corrispondenza del fratello con von Tresckow e lo fa arrestare per tradimento e portare al Tribunale del Popolo. Non avendo però né la Luftwaffe né le SS prove decisive contro Gerhard né volendo accettare che un loro membro di spicco venga condannato per crimine capitale, entrambe le fazioni si accordano per la condanna di Gerhard: verrà processato e lasciato libero se giurerà fedeltà a Hitler; Gerhard però rifiuta per l'intera durata della seduta in tribunale, e viene rinchiuso nel campo di concentramento di Sachsenhausen.
Intanto, la sua spasimante Saffron Courtney, da tempo agente del SOE, l'Esecutivo Operazioni Speciali, è stata inviata nel Belgio e nei Paesi Bassi occupati dai tedeschi per scoprire in che modo essi sono riusciti a infiltrarsi nella rete dell'organizzazione; con l'aiuto di Sasha Courtney e Blaine Malcomess, ottiene l'identità di un falso simpatizzante fascista di origine Afrikaner, per infiltrarsi nell'Unione Nazionale Fiamminga. Lì, scopre che i nazisti si sono impossessati di tutte le stazioni radio del SOE nei Paesi Bassi, e possono dunque anticipare ogni operazione di spionaggio dell'organizzazione, ma soprattutto viene a sapere della cosiddetta Soluzione Finale. Dopo aver ucciso un ufficiale delle SS che aveva tentato di violentarla, Saffron è costretta a fuggire dai nazisti e dai loro collaboratori, e riesce a riparare nel Regno Unito con l'aiuto della resistenza belga e della RAF.
Nel 1945, Saffron è incaricata di rintracciare dei prigionieri di guerra degli Alleati in mano ai nazisti prima che vengano consegnati ai russi, in anticipazione alla Guerra fredda; una volta giunta a destinazione, scopre di persona gli orrori dell'Olocausto. I prigionieri del campo di Sachsenhausen, tra cui Gerhard, vengono portati in quello di Dachau, e poi presi dalle SS e portati in una fortezza alpina, dove verranno usati come moneta di scambio nei negoziati con gli Alleati; un'unità della Wehrmacht prende però possesso dei prigionieri e li porta in un hotel di lusso perché guariscano. Gerhard contrae il tifo e sembra che per lui sia la fine, ma Saffron, che intanto aveva quasi perso ogni speranza di ritrovare Gerhard, lo ritrova e lo riporta in piena salute.

## Personaggi
- Saffron Courtney: una dei due protagonisti del romanzo, è da tempo agente del SOE, l'Esecutivo Operazioni Speciali.
- Sasha Courtney
- Blaine Malcomess
- Gerhard von Meerbach: l'altro protagonista del libro, è un pilota della Luftwaffe, l'aviazione della Germania, ma è completamente ostile al regime nazista che opprime la Germania.
- Konrad von Meerbach: fratello di Gerhard e ufficiale delle SS, al contrario di lui è un fermo sostenitore del partito nazionalsocialista che domina la Germania.
- Henning von Tresckow: ufficiale tedesco avverso al nazismo, prenderà Gerhard sotto la sua ala e lo inviterà nel suo attentato contro il Führer, che però si rivelerà fallimentare.

## Edizioni
- Wilbur Smith, David Churchill, traduzione di Sara Carrafini, HarperCollins, 3 gennaio 2019,  p. 536, ISBN 9788869053795.

- Wilbur Smith, David Churchill, traduzione di Sara Carrafini, HarperCollins, 16 marzo 2020,  p. 544, ISBN 9788869055874.

- Wilbur Smith, David Churchill, traduzione di Sara Carrafini, HarperCollins, 3 marzo 2022,  p. 544, ISBN 9791259850638.